# Burg Meidelstetten
Die Burg Meidelstetten ist die Ruine einer Gipfelburg auf 829,5 m ü. NHN nördlich von Meidelstetten, einem Ortsteil der Gemeinde Hohenstein im Landkreis Reutlingen in Baden-Württemberg.
Die Burg wurde zwischen 1100 und 1150 errichtet, auf ihr saßen die Herren von Meidelstetten. Sie wurden mit Rodeger von Meindelstetten und seinem Sohn Heinrich im 12. und 13. Jahrhundert mehrmals genannt.
Das Meindelstetter Ortsadelsgeschlecht diente den Grafen von Achalm und später den Herren von Neuffen. Ende des 12. Jahrhunderts wurde die kleine Burg wohl aufgegeben, möglicherweise wurde sie durch einen Brand zerstört.
Von der ehemaligen Burganlage haben sich noch Mauerreste von Kernmauerwerk und einer Futtermauer sowie zwei flache Gräben und mehrere Mulden erhalten.